# 凱爾山 (巴伐利亞前阿爾卑斯山脈)
47°41′42″N 11°36′16″E / 47.695003°N 11.604352°E

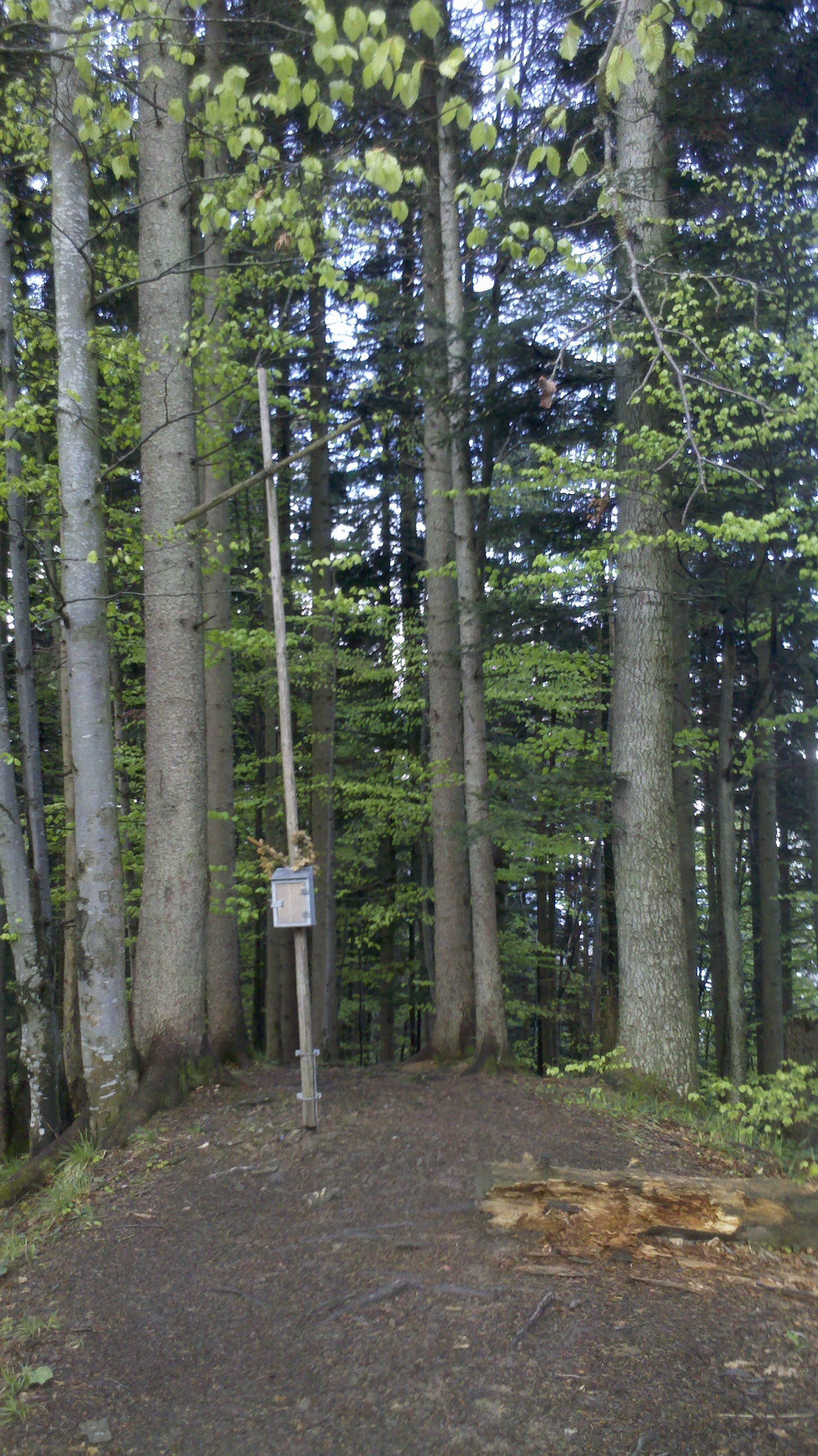

凱爾山（德語：Keilkopf），是德國的山峰，位於該國東南部，由巴伐利亞負責管轄，屬於巴伐利亞前阿爾卑斯山脈的一部分，距離施韋恩貝格山0.9公里，海拔高度1,125米。